# Равшан и Джамшут
Равшан Аскерович и Джамшут Фаррухович — персонажи-гастарбайтеры из телепередачи «Наша Russia». Роли исполнили российские актёры Михаил Галустян (Равшан) и Валерий Магдьяш (Джамшут).
Имена этих персонажей — искажённые имена персидского происхождения: Раушан и Джамшид.

## Вымышленная биография
- Равшан Аскерович — эмигрант из Душанбе (столицы Таджикистана), который приехал в Москву со своим коллегой Джамшутом на заработки. Он и Джамшут очень любят философствовать, но в Москве никто не может понять их родной язык. Говорит на русском не очень хорошо. Работает Равшан строителем, но за сущие гроши. По признанию их «Насяльника», зарплата неумелых гастарбайтеров составляет «700 рублей в месяц, на двоих». В «послужном списке» рабочих мест — квартира Ксении Собчак и вымышленного олигарха Виктора Марьяновича Рябушкина (сыгран Виктором Вержбицким), спортивные объекты в Сочи и другие[4].
- Джамшут Фарухович — эмигрант из Таджикистана, так же как и Равшан. Совсем не знает русского языка, поэтому его товарищ часто переводит речь Джамшута «насяльнику» и наоборот. Очень умный. Именно Джамшут, в некоторых случаях, наставляет Равшана на некоторые поступки, после чего обычно достаётся Равшану. Всегда готов помочь другу, в какую ситуацию бы он ни попал. Это хорошо видно в фильме «Наша Russia: Яйца судьбы»[5].

## Наша Russia: Яйца судьбы
Равшан и Джамшут нелегально, ютясь в тесном чемодане, прилетели из Таджикистана (из несуществующего города Нубарашен — на самом деле, такое название носит один из районов Еревана) в Москву, где их бригадир Леонид (он же «Насяльника», актёр Сергей Светлаков) получил заказ на ремонт квартиры олигарха Виктора Марьяновича. Оказавшись там, гастарбайтеры рушат и портят дорогие предметы интерьера и находят тайник с Золотыми яйцами Чингисхана. Услышав по телевизору об аварии микроавтобуса, они думают, что их начальник попал в переделку и начинают искать его по городу. Они успевают проиграть в казино его деньги (70000 евро), но, угнав автомобиль, они смогли побывать на корпоративе у другого олигарха. В больнице они находят медицинский скелет, одетый в куртку и кепку начальника и несут его хоронить, думая, что он мёртв. «Насяльника» откапывает могилу и в этот момент его замечают пришедшие с цветами гастарбайтеры. Равшан и Джамшут думают, что Леонид превратился в зомби и начинают от него сначала убегать, а затем пытаются убить. В конце Равшан и Джамшут вместе с другими братьями по несчастью спасают любимого прораба от олигарха, танцуют возле памятника Гоголю и улетают домой на родину.

## Влияние
Образы Равшана и Джамшута стали весьма популярны. Некоторые исследователи полагают, что их имена уже используются в качестве ассоциаций на слово-стимул «мигрант», а вскоре могут перейти в разряд нарицательных, как уже произошло с армянским именем «Хачик», или даже уже перешли в разряд нарицательных.
Ряд исследователей трудовой миграции в Россию отмечают, что образы Равшана и Джамшута первоначально воспринимались самими мигрантами из Таджикистана нейтрально, поскольку они не были похожи на таджиков ни внешне, ни манерой поведения. Однако со временем таджикские мигранты заметили, что к ним самим приклеиваются образы этих киноперсонажей, что вызывает негативное отношение со стороны работодателей и коренного населения.
Сюжеты про Равшана и Джамшута вызвали протесты со стороны части зрителей. Так, по протесту Самвела Гарибяна и Союза армян России, обвинивших их в ксенофобии и оскорблении России и национального достоинства таджикского и армянского народов, из четвёртого сезона сериала были удалены эпизоды с этими персонажами. В марте 2010 года движение «Таджикские трудовые мигранты» направило в Генеральную прокуратуру России и в Роскомнадзор просьбу прекратить в программе «наша Russia» выход сюжетов с участием Равшана и Джамшута, а также прекратить продажу дисков с фильмом «Яйца судьбы», поскольку эта продукция разжигает национальную рознь.